# Vladimir Krioutchkov
Pour les articles homonymes, voir Krioutchkov.
Vladimir Aleksandrovitch Krioutchkov (en russe : Владимир Александрович Крючков), né à Tsaritsyne, aujourd'hui Volgograd, le 29 février 1924, et mort à Moscou le 23 novembre 2007, est un politicien soviétique, membre du Parti communiste, qui resta dans cette organisation de 1944 jusqu'en 1991, où il fut démis de ses fonctions pour son rôle dans le coup d'État avorté contre Mikhaïl Gorbatchev. Il fut également l'un des principaux dirigeants du KGB dont il fut le président entre 1988 et 1991.

## Carrière
Jusqu'en 1959, Krioutchkov occupa un poste en Hongrie dans les services de la diplomatie soviétique. Il travailla ensuite pendant huit ans pour le Comité central du Parti communiste, avant de rejoindre le KGB en 1967, en même temps que son patron Iouri Andropov. En 1974, il fut placé à la tête de la Première direction générale du KGB de l'URSS (c'est-à-dire les services d'espionnage) et devint vice-président du KGB en 1978. En 1988, il fut élevé au grade de général d'armée et devint président du KGB. En 1989-1990, il fut membre du Politburo.
Intransigeant, Krioutchkov a fait partie de ceux qui ont mal interprété en 1983 l'opération de l'OTAN Able Archer et y ont vu le prélude à une attaque nucléaire. Beaucoup d'historiens, comme Robert Cowley (en) et John Lewis Gaddis, croient que l'incident d'Able Archer a été le moment où le monde s'est le plus rapproché de la guerre nucléaire depuis la Crise des missiles de Cuba en 1962.
En 1985, il soutient Mikhaïl Gorbatchev pour succéder à Konstantin Tchernenko en espérant qu'il insufflera un dynamisme nouveau à l'Union Soviétique.
Le vendredi 16 juin 1989, le jour même où plusieurs centaines de milliers de Hongrois se rassemblaient sur la place des Héros à Budapest pour assister à la réinhumation solennelle d'Imre Nagy et de plusieurs autres dirigeants de la révolte de 1956 qui avaient été jugés et exécutés en 1958, Krioutchkov, qui espérait désamorcer la campagne de réhabilitation de Nagy et en général le mouvement de réforme en Hongrie, envoya à Mikhail Gorbatchev un dossier du KGB avec des documents compromettants, les uns authentiques, les autres contrefaits, pour salir la mémoire du héros hongrois.
En octobre 1990, lors de la première guerre du Golfe (1990-1991), il proposa un échange d'informations à la CIA.
Pendant le putsch de Moscou d'août 1991, Krioutchkov figurait dans la bande des Huit qui constituèrent le Comité d'État pour l'état d'urgence (Государственный Комитет по Чрезвычайному Положению, ГКЧП) qui évinça provisoirement Gorbatchev. Après l'échec du coup d'État, malgré avoir écrit à Mikhaïl Gorbatchev pour implorer sa clémence, Krioutchkov fut emprisonné pour y avoir participé et remplacé à la tête du KGB par Vadim Bakatine. En 1994, toutefois, il profita d'une amnistie de la Douma et fut libéré.
Il est mort en 2007 à Moscou d'une maladie non précisée. Son épouse est décédée en 2005.

## Sources
- (en) Cet article est partiellement ou en totalité issu de l’article de Wikipédia en anglais intitulé « Vladimir Kryuchkov » (voir la liste des auteurs).